# Cantón de Le Malzieu-Ville
El cantón de Le Malzieu-Ville era una división administrativa francesa, que estaba situada en el departamento de Lozère y la región de Languedoc-Rosellón.

## Composición
El cantón estaba formado por nueve comunas:
- Chaulhac
- Julianges
- Le Malzieu-Forain
- Le Malzieu-Ville
- Paulhac-en-Margeride
- Prunières
- Saint-Léger-du-Malzieu
- Saint-Pierre-le-Vieux
- Saint-Privat-du-Fau

## Supresión del cantón de Le Malzieu-Ville
En aplicación del Decreto n.º 2014-245 de 25 de febrero de 2014, el cantón de Le Malzieu-Ville fue suprimido el 22 de marzo de 2015 y sus 9 comunas pasaron a formar parte, siete del nuevo cantón de Saint-Alban-sur-Limagnole y dos del nuevo cantón de Saint-Chély-d'Apcher.